# Prodontocharax
Prodontocharax és un gènere de peixos de la família dels caràcids i de l'ordre dels caraciformes.

## Taxonomia
- Prodontocharax alleni (Böhlke, 1953)[2]
- Prodontocharax howesi (Fowler, 1940)[3]
- Prodontocharax melanotus (Pearson, 1924)[4][5][6][7][8][9][10][11]